# Attila Ambrus
Attila Ambrus (Fitod, 6 ottobre 1967) è un criminale e hockeista su ghiaccio ungherese.
Conosciuto con il soprannome di "Il bandito del Whisky", fra il 1993 e il 1999 è stato autore di ventinove rapine a mano armata a Budapest e dintorni, andando a colpire principalmente uffici postali e piccole filiali delle banche. Come attività di copertura, ha giocato per tutto il periodo delle rapine come portiere nella squadra di hockey su ghiaccio dell'Újpest TE, militante nella massima serie ungherese. Dalla sua storia sono stati tratti il libro "Ballad o the whisky Robber" di Julian Rubinstein e il film del 2017 A Viszkis diretto da Nimród Antal.

## Biografia
Nato in una famiglia di etnia Székely a Fitod, un piccolo villaggio della Transilvania orientale, Ambrus ha avuto problemi con la legge fin dalla giovane età per aver commesso piccoli furti. Nel 1988, attraversò illegalmente i confini della Romania viaggiando sotto un treno merci e chiese asilo politico e cittadinanza in Ungheria, ottenendola nel 1994.
A Budapest Ambrus si guadagnò da vivere facendo una serie di lavori saltuari, tra cui quello di becchino e contrabbandiere di pellicce. Poiché da ragazzo aveva giocato ad hockey con buoni risultati, tentò un provino per la squadra dell'Újpesti TE. Nonostante la sua pessima prestazione, venne assunto come custode dello stadio e ammesso ufficiosamente in squadra come terzo portiere.
Nel 1993 iniziò una serie di 27 rapine a banche, uffici postali e agenzie di viaggio che si concluse con il suo arresto nel 1999, rubando in tutto circa 100 milioni di fiorini (circa mezzo milione di dollari USA). Ambrus divenne noto come "Il bandito del whisky", perché veniva spesso visto bere whisky in un pub vicino prima della rapina. Era famoso per i suoi travestimenti stravaganti, per aver regalato fiori alle cassiere prima delle rapine e per aver inviato bottiglie di vino alla polizia.
Dopo l'arresto è scappato di prigione il 10 luglio 1999, utilizzando una corda fatta di lenzuola triturate, cavi elettrici e lacci delle scarpe. Nessuno era mai scappato da quella prigione prima. È sfuggito alla custodia della polizia per tre mesi mentre viveva in un appartamento nel centro di Budapest ed è stato catturato di nuovo dopo un'altra rapina quando la polizia ha localizzato il suo nascondiglio dopo che Ambrus ha accidentalmente lasciato una prova sulla scena del crimine. Ambrus è stato condannato a 17 anni in un carcere di massima sicurezza. È stato rilasciato anticipatamente sulla parola per buona condotta il 31 gennaio 2012.
Mentre era in prigione Ambrus si dedicò alla ceramica e dopo essere stato rilasciato dal carcere nel 2012 continuò la produzione di ceramica nel suo paese natale, la Romania, a Miercurea Ciuc.